# Louis Boissonnet
Pour les articles homonymes, voir Boissonnet.
Louis Boissonnet, né en 1838 à Saint-Pétersbourg, est mort le 28 février 1864 dans un accident d’avalanche en Valais. Ingénieur, il est bien malgré lui à l’origine de la Fondation qui porte son nom à Lausanne.

## Biographie
Louis Boissonnet est fils de François, négociant d’origine française établi en Russie, et d'Elisabeth, née Heimbürger, d'origine allemande. Cette dernière, très fortunée et devenue veuve, s’installe à Lausanne en 1851. Louis y étudie au collège fondé par Jean-Louis Galliard, se liant d’amitié avec Henry de Geymüller. Ce dernier, orphelin également, est reçu à bras ouverts par la mère de Louis, tout comme par les sœurs célibataires de cette dernière, Nathalie et Bertha Heimbürger. En 1857-1860, Elisabeth Boissonnet s’installe à Paris avec Louis et Henry. Les deux jeunes gens s’inscrivent à l’École centrale des arts et manufactures pour y suivre une formation d’ingénieurs constructeurs. Ils y côtoient Philipp Gosset. Diplôme en poche, Boissonnet et Geymüller s'inscrivent en octobre 1860 comme étudiants en architecture à la Berliner Bauakademie. Bientôt, toutefois, Boissonnet rentre en Suisse, où il rejoint Gosset en Valais comme ingénieur de la Ligne d'Italie. Tous deux pratiquent l’alpinisme, un sport qui n’en est alors encore qu’à ses débuts, et tentent l’ascension hivernale du sommet du Haut de Cry. Une avalanche emporte toutefois leur cordée le 28 février 1864, tuant Louis Boissonnet et le guide Johann Joseph Bennen. Henry de Geymüller, voulant disculper ce dernier, a publié un récit détaillé de cet accident dans le Alpine Journal.
À la suite de ce tragique accident, Elisabeth Boissonnet et ses sœurs feront d’Henry de Geymüller l’un de leurs héritiers. Tous vivent alternativement à Hochfelden près d’Achern (Bade-Wurtemberg) et à Champittet, domaine à Pully acquis en 1864. À sa mort en 1873, Elisabeth Boissonnet lègue 100'000 Fr pour la création à Lausanne d’un asile destiné aux convalescents. Par ailleurs, la testataire crée deux prix « Louis Boissonnet de Saint-Pétersbourg » pour étudiants méritants, l'un à l'École centrale des arts et manufactures et l'autre à la Berliner Bauakademie.
La Fondation Louis Boissonnet a été établie en 1874 dans une demeure qui avait été acquise en 1785 par les tuiliers Laedermann, établis à la fin du XVIIIe siècle à Épalinges et qui reconstruisent, probablement vers 1793, l'édifice à proximité du chemin menant des moulins de Sauvabelin à la route de Berne (act. chemin Boissonnet). Ce bâtiment, conçu comme une maison paysanne avec l'habitation au sud, les écuries et les granges à grande porte en anse de panier avec œils de bœuf au nord, se caractérise par un imposant toit Mansart (aujourd’hui établissement médico-social).

## Toponymie
- Au voisinage de l’établissement médico-social 'Fondation Boissonnet', le chemin de Boissonnet, relie la route de Berne au chemin de la Chocolatière. Depuis 1994, s’y élève également un « collège de Boissonnet ».

## Sources
- Centenaire de la fondation 1874-1974, Lausanne 1976.
- Louis Polla, Rues de Lausanne, Lausanne 1981, pp. 131-132.
- Georg Germann (ed.), Das Multitalent Philipp Gosset 1838-1911. Alpinist, Gletscherforscher, Ingenieur, Landschaftsgärtner, Topograf Baden 2014  (ISBN 978-3-03919-309-7).
- Georg Germann, « Heinrich von Geymüller als Bauforscher und Denkmalpflege-Experte in der Schweiz und am Oberrhein, 1860-1890 », Revue suisse d’art et d‘archéologie, 2007/1/2, p. 83-105.
- Paul Bissegger, « Henri de Geymüller versus E.-E. Viollet-le-Duc: le monument historique comme document et œuvre d'art. Avec un choix de textes relatifs à la conservation patrimoniale dans le canton de Vaud vers 1900 », Monuments vaudois 1/2010, p. 5-40.